# Det doftar i Skogen
Det doftar i Skogen är ett musikstycke av Carl Jonas Love Almqvist. Noterna ingår i band I av den så kallade imperialoktavupplagan av Törnrosens bok, vilket utkom 1839. I likhet med den sång som föregår den, ”Nyniannes röst”, men i motsats till de flesta andra musikinslagen i Törnrosens bok har "Det doftar i skogen" varken text eller någon förklarande berättelse. Endast titeln ger en antydan om ett sammanhang. Efter sången följer novellen "Uppvaknandet", som inleds med raden: ”Jag vaknade och såg mig vara i en skog.”